# Neat Neat Neat
"Neat Neat Neat" é uma canção da banda britânica de punk rock The Damned e segundo single deles, lançado em disco 7" 45 rpm (e com o código BUY 10 impreso por sua gravadora, Stiff Records) junto com seu álbum de estreia, Damned, Damned, Damned, em 18 de fevereiro de 1977; sendo incluída em seu início.

## Single
O single de "Neat Neat Neat" contém as músicas "Stab Your Back" e "Singalonga Scabies" em seu lado B. As duas primeiras edições 7" contendo capa laminada, e a terceira, lançada como parte de um pacote de quatro singles deles - The Four Pack (1981) -, sem a capa laminada. Em 2007, a gravadora Castle Music lançou uma edição limitada a 1.000 exemplares (com o código CMWSE1464).

## Versões cover
O cantor Elvis Costello gravou uma versão de "Neat Neat Neat" no lado B de seu single "Stranger In The House" (SAM 83), lançado em 17 de março de 1978 pela Radar Records.